# Лео, Александр Христофорович
Александр Христофорович Лео (1827—1885) — генерал-майор, участник Крымской войны.
Родился 10 марта 1827 г. и происходил из дворян Тамбовской губернии. По окончании первоначального образования в Дворянском полку, он поступил в 1846 г. на службу прапорщиком в Псковский гарнизонный батальон.
Спустя три года, началась его боевая жизнь. Он участвовал в ряде кампаний: в Венгерской 1849 г. и Крымской 1854—1856 гг. На его долю выпало также подавлять мятеж поляков в Царстве Польском в 1863 г., за что он был произведён в подполковники, а в следующем году работать над приведением в действие постановлений 19 февраля 1864 г. об устройстве крестьян в Царстве Польском.
В 1869 г. он назначен был командиром Ревельского губернского батальона, в 1871 г. командиром Петербургского губернского батальона, в 1874 г. Петербургским уездным воинским начальником и в 1877 г. командиром 32-го пехотного Кременчугского полка.
Произведенный в 1884 г. в генерал-майоры, он вышел в отставку и 16 июня следующего, 1885 г., скончался.
Его брат, Михаил Христофорович, также был генералом и за отличие в русско-турецкой войне 1877—1878 гг. был награждён орденом св. Георгия 4-й степени.